# امامزاده سید اسماعیل (داورزن)
امامزاده سید اسماعیل مربوط به دوره صفوی است و در شهرستان داورزن، روستای بهمن‌آباد واقع شده و این اثر در تاریخ ۱۶ اسفند ۱۳۸۴ با شمارهٔ ثبت ۱۴۳۴۳ به‌عنوان یکی از آثار ملی ایران به ثبت رسیده‌است.